# Esquif

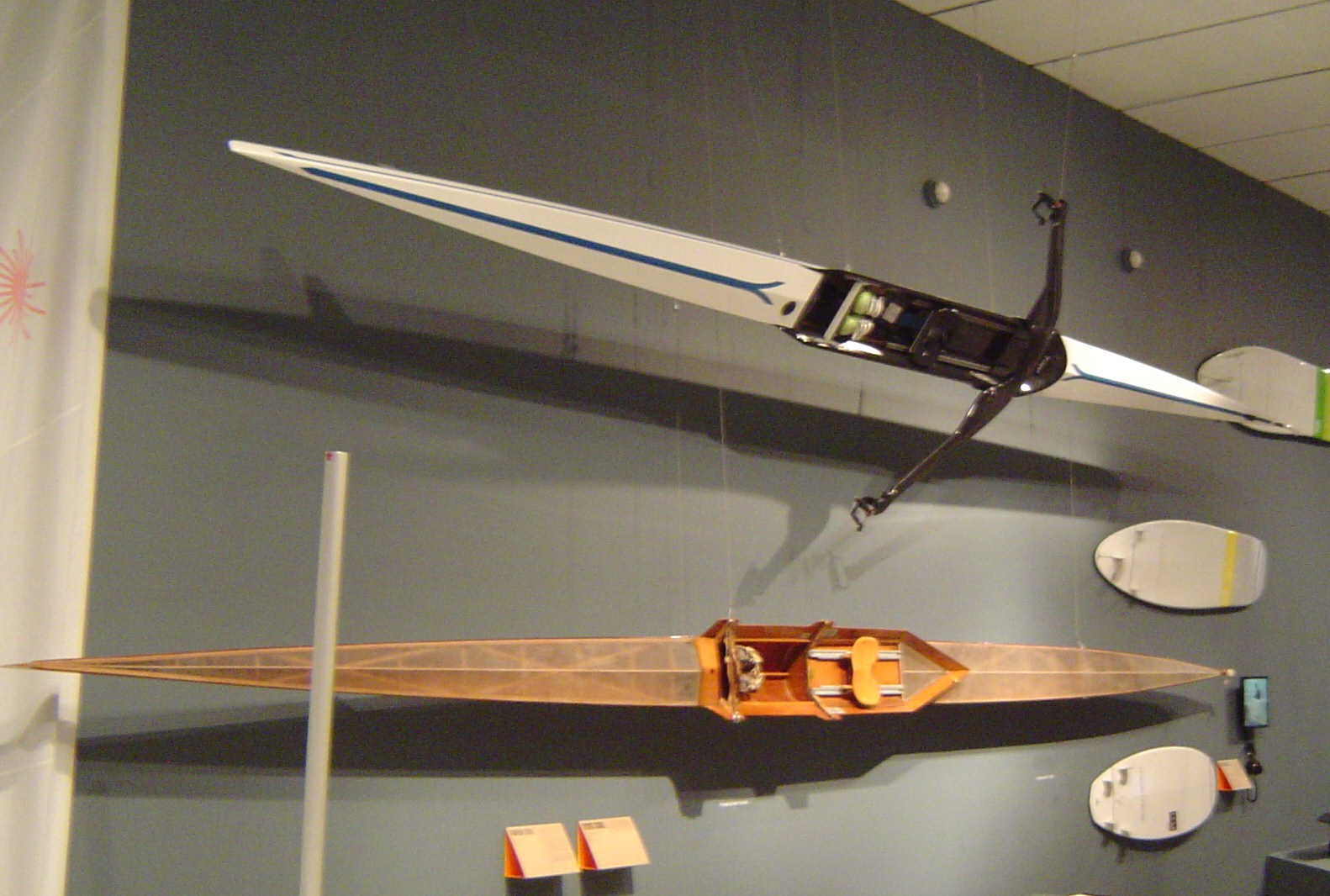
Un esquif modern de fibra de carboni sobre un antic de la dècada de 1920.

Icona usada habitualment per representar aquesta categoria en rem

Un esquif és un tipus de bot de rems dissenyat per a una sola persona que mou l'embarcació usant dos rems, un a cada mà.
L'esquif és una de les embarcacions reconegudes per la Federació Internacional de Rem (FISA) i inclosa al programa dels Jocs Olímpics. La FISA estableix el pes mínim en 14 kg. Té una longitud aproximada de 7 a 8 m.
El rècord mundial està actualment en 6:33.35 en la distància oficial de 2.000 m per l'esquif masculí i en 7:07.71 per al femení, fet que suposen una velocitat mitjana de 5.08 m/s (18.29 km/h) i 4.68 m/ s (16.85 km/h).